# Zelia zonata
Zelia zonata là một loài ruồi trong họ Tachinidae.